# Явор Въндев
Явор Борисов Въндев е български футболист, нападател. Роден е на 29 май 1983 г. в Сливен.
Стартира професионалната си футболна кариера в ОФК Сливен 2000 през 2001 г., в период в който клубът се състезава във В футболна група.
В началото на 2003 г. подписва с ПФК Локомотив (Пловдив), като една година по-късно дебютира в официален шампионатен мач срещу ПСФК Черноморец (Бургас). През сезон 2003-2004 печели заедно с „Локомотив“ шампионската титла по футбол на България и Суперкупата на България.
През лятото на 2008 г. се завръща в своя юношески клуб – ОФК Сливен 2000. През сезон 2010-11 за кратко е част от състава на ПФК Брестник 1948 (Пловдив), а от началото на 2011 г. се състезава с екипа на ПФК Миньор (Перник).